# بخش یوهو
بخش یوهو (به لاتین: Yuhu District) یک منطقهٔ مسکونی در چین است که در شیانگتان واقع شده‌است. بخش یوهو ۴۵۱٫۳۹ کیلومتر مربع مساحت و ۶۶۷٬۰۰۰ نفر جمعیت دارد.